# 中村彰久

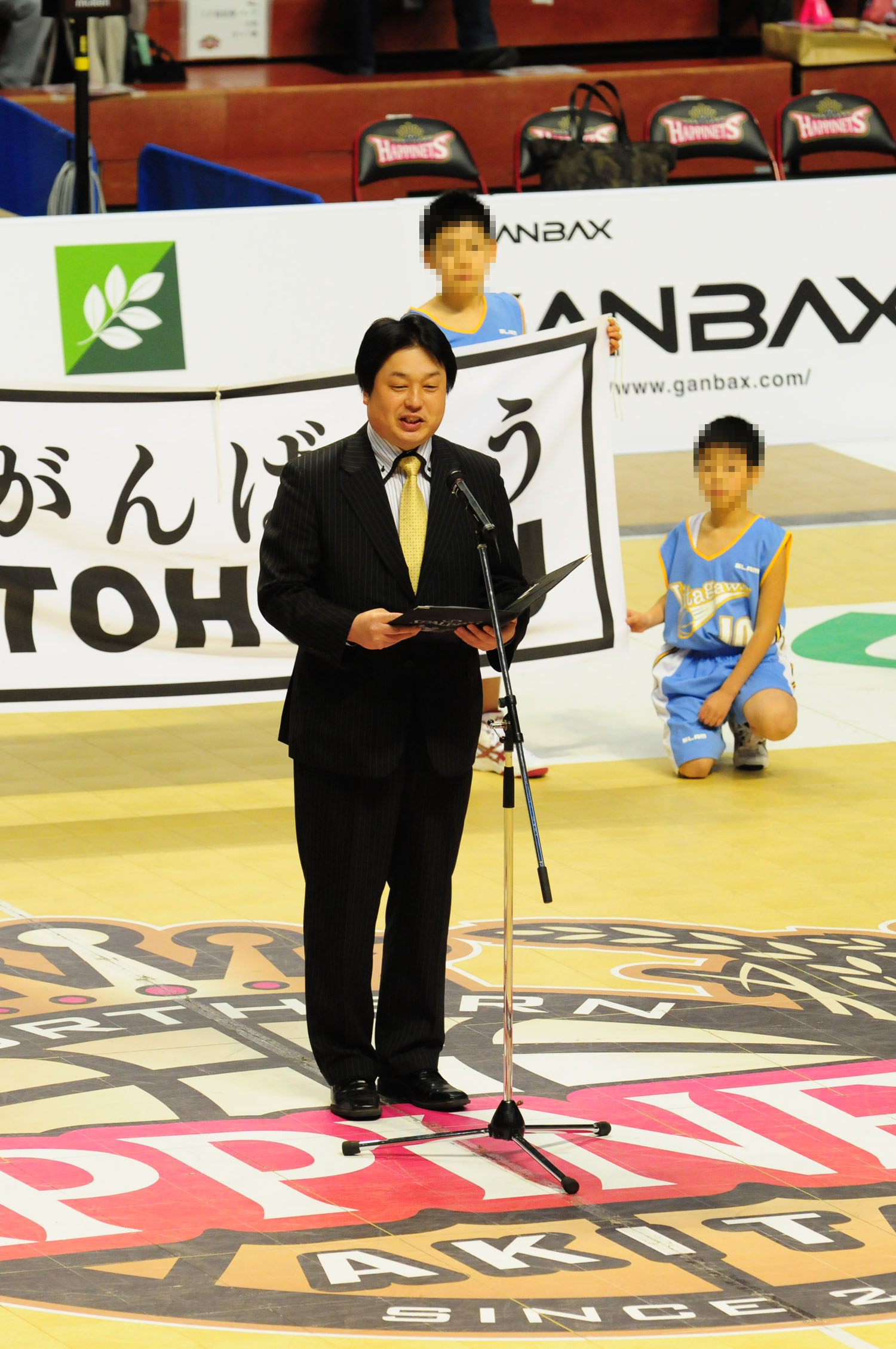
秋田市立体育館で、2011年4月16日

中村 彰久（なかむら てるひさ、1971年1月12日 - ）は、宮城県仙台市出身のバスケットボール指導者である。現在はBリーグ、仙台89ERSを運営する仙台スポーツリンク代表取締役。2009年まではゼネラルマネージャーも兼務。

## 来歴
仙台二高では3年で全国大会に出場し4位となる。
一浪の末、東京大学に進学。籠球部で主将を務め、卒業後は東京大学大学院へ進み籠球部コーチとなる。修士課程修了後、東京大学大学院教育学研究科へ進学。アメリカ合衆国のペンシルベニア大学にコーチ留学。
帰国後の1997年、東京海上ヘッドコーチに就任。日本リーグ2部で2位の成績を収める。2001年退社。
その後は大学の先輩との会社共同経営をしつつ、千葉バジャーズのヘッドコーチを務める。1年目は選手も兼任。
2004年に仙台スポーツリンクを設立。bjリーグに参加した後、Bリーグ発足後は同理事も務める。
2017年早稲田大学大学院スポーツ科学研究科修了。